# Мария Унгарска
Мария Анжуйска или Мария Унгарска (на унгарски: I. Maria magyar kiralyno; на хърватски: Marija Anzuvinska; на френски: Marie I d'Anjou; * 14 април 1371, Буда, Кралство Унгария, † 17 май 1395, пак там) е кралица на Унгария. Мария е първата съпруга на по-късния император Сигизмунд Люксембургски, но умира преди това. Като неин съпруг той получава по-късно първата си монархическа титла – крал на Унгария.

## Произход и годеж
Дъщеря е на Лайош I Велики, крал на Унгария (1342 – 1382) и Полша (1370 – 1382), и Елизабета Котроманич от династията Котроманичи от Босна. Баща ѝ е правнук на полския крал Кажимеж III Велики.
Средна от трите сестри, наследници на Полско-унгарския престол, Мария Анжуйска е подготвяна като възможна съпруга за всички европейски владетелски домове. Брак с нея освен със Сигизмунд е обсъждан и с братовчед ѝ Луи, син на Шарл Френски, като тази възможност отпада поради различните папски претенденти, подкрепяни в двете страни.
Сигизмунд е сгоден за принцеса Мария през 1378 г. Следващите четири години той прекарва в Буда с годеницата си.

## Встъпване на престола
През 1382 г. умира Лайош I Велики. 10-годишната Мария става кралица на Унгария. Нейната коронация се състои в Секешфехервар на 17 септември на следващия ден след погребението на баща ѝ и тя за първи път в унгарската история е коронясана като „крал“, а не „кралица“, за да се подчертае нейната роля като монарх и е възможно – за унижение на недолюбвания в Унгария Сигизмунд. Майка ѝ изпълнява ролята на регентка и е фактическият управител на страната. Въпреки това, поляците не искат Мария като кралица, най-вече заради годеника ѝ Сигизмунд, когото те считат за враг. Ето защо на 25 септември на конгреса на Полша в Радомско те му поставят много тежки условия, наред с другите условия, че той трябва постоянно да живее в Полша. На 6 декември новият конгрес на цяла Полша във Висла взема още по-строго решение да не допусне Сигизмунд да влезе в Краков. Предотвратявайки той да вземе властта, полските благородници избират за свой монарх Ядвига Анжуйска, по-малката дъщеря на Лайош и Елизабета, и по този начин напускат съюза с Унгария. Съзрели възможност за независима монархия, полските благородници успяват да уредят брака на Ядвига с литовския княз Владислав II и така образуват Първото полско-литовско обединено кралство.
Сигизмунд обаче пристига в Полша на 10 август 1383 г. начело на унгарска армия от 12 000 души, която има за цел да подкрепи Ядвига и Елизабета срещу Земовит IV-Мазовицки – мазовецки херцог от клон на династията Пясти, в кралските претенции. Армията се разполага на лагер в Стари Сонч, според хрониката на Янко от Чърнково, в голяма вреда на местното население. Накрая чрез Владислав, херцог на Куявско и Ополе, на 6 октомври е постигнато примирие до Великден следващата година. След като полското дворянство на събора в Радомско на 2 март 1384 г. иска Ядвига да пристигне в Полша възможно най-скоро, то унгарската кралица-регент Елизабета се опитва да наложи Сигизмунд като владетел поне на северната територия. Полските магнати обаче отхвърлят решението, заплашвайки с война.
По това време в Унгария избухват въстания срещу управлението на регентката, водени от хърватските магнати. През пролетта на 1385 г. палатин Никола Горянски убеждава младата кралица Мария да прекрати годежа си със Сигизмунд, който като германец е мразен както от хървати, така и от унгарци. За да не загуби реалната регентска власт, Елизабета започва преговори с краля на Франция Шарл V Мъдри, предлагайки ръката на Мария на неговия син Луи Орлеански. Ситуацията е усложнена от обстоятелството, че преди това следва да се развали годежа със Сигизмунд Люксембургски, за което е необходимо папско разрешение, а Унгария и Франция признават различни папи в условията на продължаващата Папска схизма. Признаваният от Франция за папа Климент VII дава разрешение за разваляне на годежа. След това през април 1385 г. става условна сватба между Мария и Луи Орлеански, в отсъствието на жениха. Сигизмунд и унгарските дворяни не признават този брак. Прелатите също се противопоставят на френския брак, защото французите подкрепят Климент VII, когото унгарското духовенство смята за антипапа.
Сестрата на Мария, Ядвига, заминава за Полша, където е коронясана на 16 октомври 1384 г. Кардинал Димитрий, придружаващ Ядвига в Полша, остава отсъстващ от двора на кралиците след завръщането му в Унгария. Кралското правителство не може да функционира правилно по време на отсъствието му, защото той е пазител на кралския печат. Затова Сигизмунд продава много свои имоти и още в началото на август младият маркграф начело на армия проникна в Унгария и завладя Нитра и Пожун. Изправена пред нарастваща бунтовническа партия на югозапад, кралица Мария се завръща при Сигизмунд и става негова съпруга през септември. Четири месеца по-късно Сигизмунд нахлува в Унгария с войски и въпреки противодействието на кралица Елизабета Котроманич сам се жени за Мария Унгарска и става крал-консорт на Унгария.

## Неаполитанска заплаха (1384 – 1385)
Кралската власт на управляващото семейство веднага е оспорена от Карл III Анжуйски от Анжу-Сицилиански дом, крал на Неапол, който е убеден от някои унгарски барони да предяви претенции за унгарския престол и да отстрани братовчедка си Мария Унгарска от него. Луи I Валоа-Анжуйски умира на 10 септември 1384 г., позволявайки на неговия съперник Карл III Неаполски да стабилизира управлението си в Южна Италия през следващите месеци. Укрепването на позицията на Карл III в Неапол също допринася за формирането на партия от благородници, които подкрепят претенцията му за Унгария. Джон Хорват, бан на Мачо, и брат му Павел, епископ на Загреб, са водещите фигури в тяхното движение.
Сигизмунд Люксембургски се опитва да убеди кралицата-майка да даде съгласие за брака му с Мария, но тя му отказва. Той напуска Унгария в началото на 1385 г.
Карл III обосновава действията си с факта, че оглавява Анжуйския дом, който по това време управлява и Унгария. С помощта на унгарските барони от южните части на кралството Карл III успява да детронира Мария Анжуйска от унгарския престол и сам се възкачва на него като крал Карой II. Властта му в Унгария обаче не продължава дълго, тъй като майка ѝ Елизабета Котроманич организира заговор за убийството на Карл. На 7 февруари 1386 г. Карл е примамен и нападнат в нейния дом, където е ранен тежко. След това той е отведен във Вишеград, където умира от раните си на 24 февруари 1386 г. Така кралицата-майка си връща регенството на кралството, босненския бан Твърдко Котроманич не признава крал-консорта, а хърватите в Южна Унгария направо приемат за свой крал Ласло Неаполитански.

## Плен и освобождаване
Мария и майка и Елисавета са с малък ескорт, когато са пленени от разбунтували се хървати и са хвърлени в затвора като отговор за убийството на Карл през 1386 г. На 16 януари 1387 г. Елизабета Котроманич е удушена в тъмницата пред очите на дъщеря си по заповед на Йоан Палисна. Трупът ̀и е хвърлен в река, за което хвърлят вината върху братовчед ѝ Твърдко Котроманич.
В трудната ситуация за освобобождаването на Мария се заема Сигизмунд. Помага му князът на Крък Иван V Франкопан, който обещава, че ще спаси кралица Мария, ако кралят му изпрати сухопътна армия и набави помощни кораби. Сигизмунд с неохота приема поканата, затова на 9 април той моли венецианците да изпратят своите галери на брега на Далмация, за да се предотврати прехвърлянето на кралица Мария в Неапол. Венецианците оборудват 24 галери в случай на конфликт с Неаполския флот и призовават далматинските градове да бъдат лоялни към унгарската корона. На 30 април 1387 г. град Сплит реагира, на 2 май е ред на Трогир, а на 3 май – на Шибеник. В средата на месеца, в съюз с Курияковичите, Иван Франкопан внезапно напада Почител, в която са намерени някои пленени унгарски благородници. Иван Палисна дълго време защитава Почител, но поради липса на храна в крайна сметка трябва да се оттегли в Нови град, който скоро обсажда и Франкопан, с помощта на венецианския флот. Палисна е много бързо принуден да преговаря, но той не иска да преговаря с Франкопан, а с венецианския херцог Джовани Барбадико. Тъй като Барбадиан му гарантира лична свобода, ако екстрадира живата кралица, Пализна предава града на венецианците и отива в своя град Врана на 4 юни.
Мария е освободена от плен през януари 1387 г., а Сигизмунд е коронясан за унгарски крал 31 март същата година. Освободената кралица Мария отпътува от Нови град за близкия Нин, където делегация от град Задар ѝ отдава почит на 8 юни. Тя напуска Нин на 15 юни заминава за Сен, където остава две седмици. Там на 19 юни тя приема венециански пратеници, които я поздравяват за освобождаването ѝ от името на Републиката. На 30 юни Мария благодари на Републиката за оказаната помощ и препоръча своя рицар Барбадиан на дожа. Кралицата накрая потегля от Сен на 1 юли с голямо обкръжение към Загреб, където е тържествено посрещната на 4 юли от крал Сигизмунд. Сигизмунд прекарва месец с Мария в Загреб, живеейки в дворец, построен през 1335 г. от Карл Роберт.
Сигизмунд е коронясан като самостоятелен крал на Унгария и Хърватия през 1387 г.

## Съвладетелка на съпруга си (1387 – 1395)
Мария официално остава съуправител на Сигизмунд до края на живота си, но влиянието ѝ върху правителството е минимално. Даренията за земя на Сигизмунд винаги са потвърждавани със собствения голям печат на Мария през първата година от общото им управление, но след това грантополучателите рядко са търсили нейното потвърждение. Кралските харти отчитат нейните царствени години не от възнесението ѝ, а от коронацията на съпруга си. Независимо от това Мария убеждава съпруга си да изтезава и екзекутира Джон Хорват, който е заловен през юли 1394 г., въпреки че Сигизмунд е готов да пощади живота му.

## Смърт
Мария е бременна, когато решава да излезе сама на лов в гората на Буда на 17 май 1395 г. Конят ѝ се спъва, хвърля я и се строполява върху нея. Падането предизвика раждане и тя ражда преждевременно син. Кралицата получава фатални наранявания и тъй като е далеч от каквато и да е помощ, синът ѝ също почива. Погребана е в катедралата на Варадин (Орадя, днешна Румъния). Сестрата на Мария Ядвига претендира за короната, но Сигизмунд я запазва без особени затруднения.
Смъртта ѝ настъпва в деня на битката при Ровине.